# Vielgestaltige Holzkeule

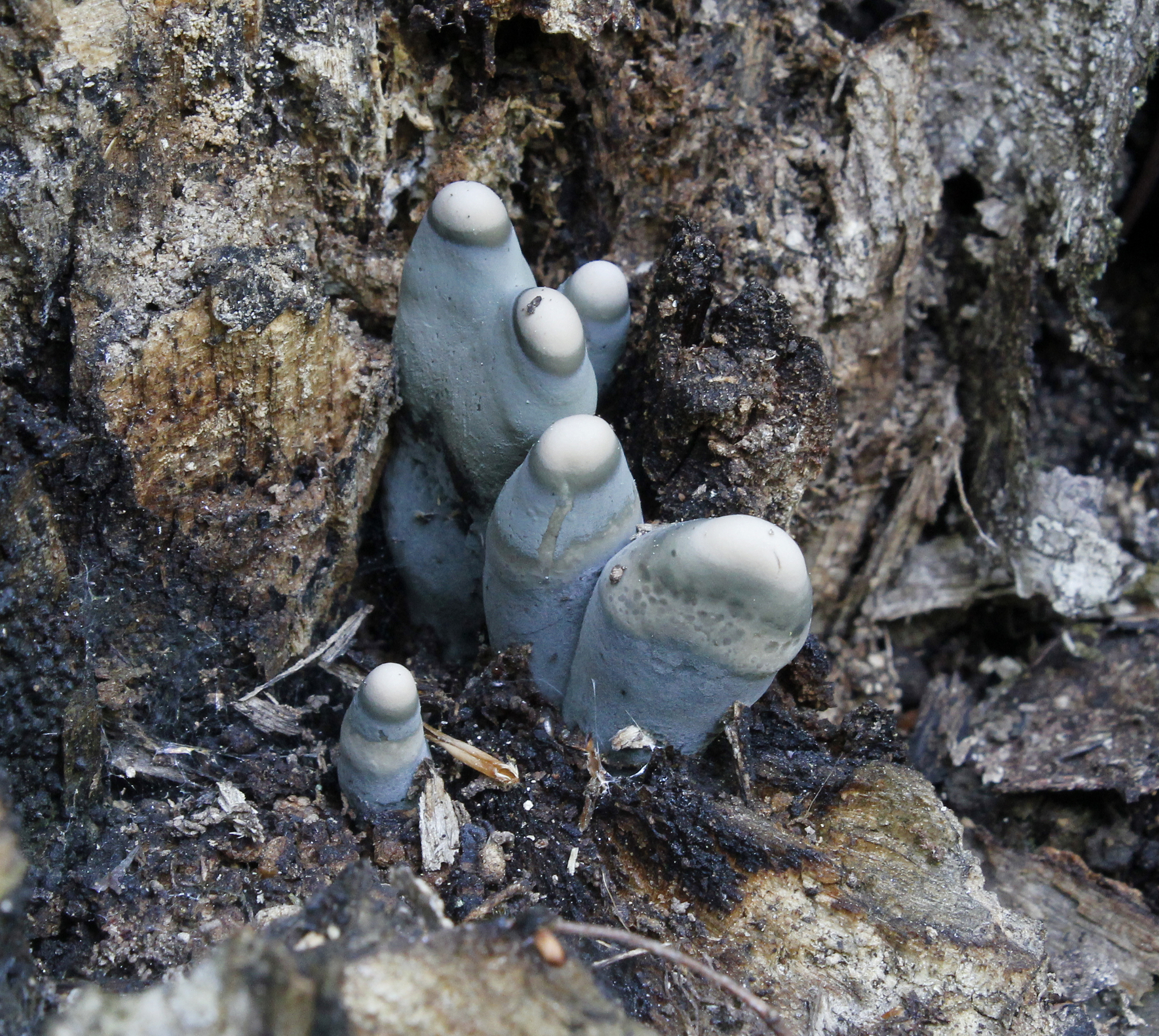
Konidienform der Vielgestaltigen Holzkeule

Die Vielgestaltige Holzkeule (Xylaria polymorpha) ist ein Schlauchpilz aus der Gattung der Holzkeulen (Xylaria). In der englischen Sprache wird die Art aufgrund ihres Aussehens dead man’s fingers genannt.

## Merkmale
Die Vielgestaltige Holzkeule bildet 3–8 cm hohe und 1–3 cm breite, harte, unregelmäßig-keulige oder flach lappige, aus vegetativem Myzel bestehende Stromata (Sammelfruchtkörper), in die die eigentlichen Fruchtkörper (Perithecien) einreihig eingesenkt sind. Die meist in Büscheln stehenden Sammelfruchtkörper sind jung grau-braun bis hellbraun, manchmal durch Konidiensporen weiß überstäubt, als reife Exemplare schwarz, durch die eingesenkten Perithecien feinwarzig punktiert. Das Innere des Stromas ist weiß und faserig, der Geruch angenehm pilzartig.

## Ökologie
Die Vielgestaltige Holzkeule lebt meist saprobiontisch an Strünken von Laubbäumen, wobei Buche bevorzugt wird, daneben kann sie als Schwächeparasit an lebenden Bäumen wachsen und Wurzelanläufe besiedeln. Als Holzzersetzer kann sie mehr als bisher angenommen auch ausgedehnte Holzfäulen verursachen.
Die Art ist überall verbreitet und häufig.

## Artabgrenzung
Ähnlich ist die Langstielige Ahorn-Holzkeule. Sie unterscheidet sich durch eine etwas schlankere, meist gleichmäßiger geformte Gestalt und den sterilen Stielteil, was im Schnitt daran erkennbar ist, dass die Perithecien nur im Kopfteil zu finden sind. Die Vielgestaltige Holzkeule hat dagegen einen weniger ausgeprägten Stiel. Mikroskopisch sind die deutlich größeren Sporen der Vielgestaltigen Holzkeule ein eindeutiges Trennmerkmal.

## Bedeutung
Die holzigen Stromata der Vielgestaltigen Holzkeule sind nicht zu Speisezwecken gebrauchbar.